# Mojikit Lake
Der Mojikit Lake ist ein See im Thunder Bay District im Westen der kanadischen Provinz Ontario.

## Lage
Der Mojikit Lake liegt südlich des Ogoki Reservoir. Über den Mojikit Channel fließt das Wasser des oberen Ogoki River in den See. Am südöstlichen Seeufer befindet sich der Summit Control Dam. Dieser reguliert den Abfluss des Mojikit Lake in den nach Süden zum Nipigonsee fließenden Little Jackfish River. Der 57 km² große See besitzt eine große offene Wasserfläche. Seine größte Längsausdehnung von Südwesten nach Nordosten beträgt 28 km. 
Der Mojikit Lake wird gewöhnlich per Wasserflugzeug erreicht. Im See werden hauptsächlich Glasaugenbarsch und Hecht gefangen.